# Pristimantis stipa
Pristimantis stipa es una especie de anfibio anuro de la familia Craugastoridae.

## Distribución geográfica
Esta especie es endémica de la provincia de Ferreñafe en la región de Lambayeque en Perú. Se encuentra en Cañaris a 3.596 m sobre el nivel del mar. Su localidad tipo es Cañaris, Provincia de Ferreñafe (6° 7′ 14.4″ S, 79° 18′ 4.43″ W). 

## Publicación original
- Venegas & Duellman, 2012: Two syntopic new species of the Pristimantis orestes Group (Anura: Strabomantidae) from northwestern Peru. Zootaxa, n.º 3249, p. 47-59.[3]